# Matt Prater
Matthew Phillip Prater (* 10. August 1984 in Mayfield Heights, Ohio) ist ein US-amerikanischer American-Football-Spieler auf der Position des Kickers. Derzeit spielt er für die Arizona Cardinals in der NFL. Er hielt bis zum 26. September 2021 mit 64 Yards acht Jahre lang den Rekord für das längste Field Goal, das von Justin Tucker von den Baltimore Ravens mit 66 Yards übertroffen wurde.

## College
Matt Prater besuchte die University of Central Florida (UCF) und spielte für deren Mannschaft, die Knights, College Football. Er konnte in den Jahren 2002 bis 2005 insgesamt 50 Field Goals erzielen und hält zahlreiche Schulrekorde.

## NFL

### Detroit Lions
Prater fand beim NFL Draft 2006 keine Berücksichtigung, wurde aber im Anschluss von den Detroit Lions als Undrafted Free Agent verpflichtet, konnte sich jedoch gegen den Routinier Jason Hanson nicht durchsetzen und wurde noch vor Beginn der Saison wieder ausgemustert.

### Miami Dolphins
Im Januar 2007 nahmen ihn die Miami Dolphins unter Vertrag, gaben aber dann doch Jay Feely den Vorzug.

### Atlanta Falcons
Er wechselte zu den  Atlanta Falcons und kam dort zu seinen ersten NFL-Einsätzen. Nach nur zwei Spielen wurde Prater aber durch Morten Andersen ersetzt.

### Zweite Beschäftigung bei den Miami Dolphins
Danach wechselte er erneut zu den Dolphins, wurde aber nach nur einem Monat wieder entlassen.

### Denver Broncos
Den Rest der Saison 2007 verbrachte er bei den Denver Broncos, wo er in der folgenden Spielzeit zum ersten Kicker wurde. Er konnte sich kontinuierlich steigern und im Jahr 2013 erzielte er im Spiel gegen die Tennessee Titans mit 64 Yards das bis dahin längste Field Goal in der NFL überhaupt. Darüber hinaus gelang ihm der Rekord für die meisten Extrapunkte in einer Saison (75). In diesem Jahr wurde er auch erstmals in den Pro Bowl berufen.
2014 wurde er wegen eines Verstoßes gegen die Doping-Richtlinien der Liga für vier Spiele gesperrt. Sein Ersatz Brandon McManus konnte überzeugen, und Prater wurde von den Broncos entlassen.

### Rückkehr zu Detroit Lions
Nur drei Tage später erhielt er von den Detroit Lions einen Vertrag, wo er konstant gute Leistungen zeigte. 2016 wurde er zum zweiten Mal in den Pro Bowl berufen.

### Arizona Cardinals
Im März 2021 unterschrieb Prater einen Zweijahresvertrag bei den Arizona Cardinals.
Am 14. März 2023 unterzeichnete Prater eine Vertragsverlängerung von zwei weiteren Jahren.